# Präfekturuniversität für Pflegewissenschaft Miyazaki

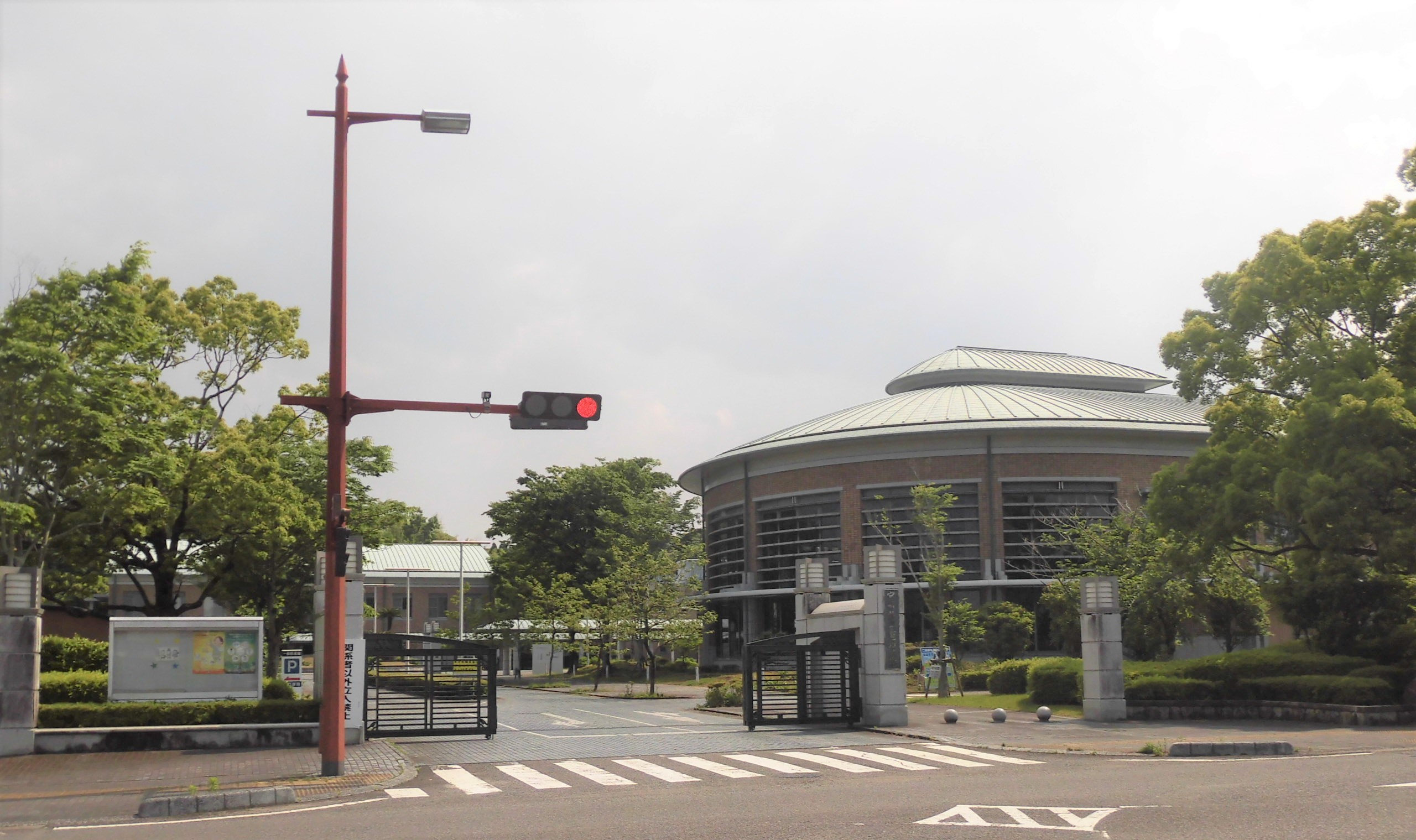
Haupteingang und Bibliothek (rechts, 2022)

Die Präfekturuniversität für Pflegewissenschaft Miyazaki (japanisch 宮崎県立看護大学 Miyazaki-kenristu kango daigaku; engl. Miyazaki Prefectural Nursing University, kurz: MPNU) ist eine öffentliche (präfekturale) Universität in Miyazaki in der Präfektur Miyazaki (Japan).
Die Universität wurde 1997 gegründet. 2001 richtete sie die Graduiertenschule (Masterstudiengänge) ein, 2004 dann die Doktorkurse.

## Fakultäten
- Fakultät für Pflegewissenschaft